# Argon (geslacht)
Argon is een geslacht van vlinders uit de familie van de dikkopjes (Hesperiidae).

## Soorten
Deze lijst is mogelijk niet compleet.
- A. argus (Möschler, 1878)
- A. casca (Bell, 1959)
- A. lota (Hewitson, 1877)